# Eduard Makarowitsch Mursajew
Eduard Makarowitsch Mursajew (russisch Эдуард Макарович Мурзаев, wiss. Transliteration Ėduard Makarovič Murzaev; * 19. Maijul. / 1. Juni 1908greg. in Simferopol; † 1. August 1998 in Moskau) war ein sowjetischer Gelehrter, Geograph, Ortsnamenskundler und Historiker der Geographie.

## Leben
Mursajew schloss 1930 sein Studium an der Fakultät für Geographie der Staatlichen Universität Leningrad ab. Ab 1931 arbeitete er am Institut für Geographie der Akademie der Wissenschaften der UdSSR. 1949 erhielt den Grad Doktor der geographischen Wissenschaften. 1956 wurde er zum Professor ernannt.
Mursajew war Herausgeber und Kommentator der Werke der russischen Geographen und Reisenden Lew Berg, Nikolai Prschewalski und Pjotr Koslow.
Er starb am 1. August 1998.

## Ehrungen
- N.-M.-Prschewalski-Goldmedaille (1947)[2]
- Stalinpreis (1951)[2]
- Alexander-von-Humboldt-Medaille (1959)[2]
- Mitglied der Leopoldina (1961)[3]
- Geehrter Professor der Mongolischen Akademie der Wissenschaften (1961)[2]
- Orden des Polarsterns[2]
- W.-A.-Obrutschew-Preis (1963)[2]
- Verdienter Wissenschaftler der RSFSR (1970)[2]

## Publikationen (Auswahl)
- E. M. Mursajew: Auf unbetretenen Pfaden: Durch Asiens Wüsten und Hochgebirge. Aus d. Russ. übertr. v. Ursula Sträubig. Neprotorennymi putjami (dt.). VEB F. A. Brockhaus Verlag, Leipzig 1956 (aus dem Inhalt: Aufbruch; Auf Mittelasiens weiten Ebenen; In den Bergen des Tienschan und Pamir; Kreuz und quer durch die Mongolei)
- E. M. Murzaev: Die mongolische Volksrepublik: Physisch-geographische Beschreibung. Dt. von Felix Tutenberg. Mongol'skaja Narodnaja Respublika (dt.). Gotha: VEB Geograph.-kartograph. Anst.: 1954 Inhaltsverzeichnis
- (Mitherausgeber) Tibet: Kurzer geograph. Abriss. / B. W. Jussow[4]. Übers. von Martin Brandt. Hrsg. von Wladimir. J. Awarin u. E. M. Mursajew. Leipzig: Bibliographisches Inst. 1953